# 탈리아강
탈리아강은 부유성이고 대부분이 한천질이며 투명하고 입수공과 출수공이 있다. 체벽은 셀룰로오스성 피낭으로 되고 환상의 근육띠가 있다. 새공에 있는 섬모로 수류를 일으키고, 이때 호흡을 하며 먹이를 취한다. 내주와 배막이 있다. 무성생식을 하고 세대교번도 한다.

## 하위 목
- 환근목 (Doliolida)
  - 바다술통과 (Doliolidae) Bronn, 1862
  - 돌리옵소이데스과 (Doliopsoididae) Godeaux, 1996
  - 돌리올루나과 (Doliolunidae) Robison, Raskoff & Sherlock, 2005
  - 돌리옵시스과 (Doliopsidae) Godeaux, 1996
  - 파라돌리옵시스과 (Paradoliopsidae) Godeaux, 1996
- 화체목 (Pyrosomida)
  - 불우렁쉥이과 (Pyrosomatidae)
- 살파목 (Salpida)
  - 살파과 (Salpidae)